# سيمبا نهيفي
سيمبا نهيفي (بالإنجليزية: Simba Sithole)‏ (10 يناير 1991 بماسفينغو في زيمبابوي - ) هو لاعب كرة قدم زيمبابوي في مركز الهجوم. لعب مع سوبر سبورت يونايتد وماميلودي صن داونز ونادي ديناموز ونادي كابس يونايتد.

## وصلات خارجية
- سيمبا نهيفي على موقع قاعدة بيانات كرة القدم.إي يو (الإنجليزية)
- سيمبا نهيفي على موقع ناشيونال فوتبول تيمز (الإنجليزية)
- سيمبا نهيفي على موقع Soccerway.com (الإنجليزية)